# Frederic Martínez i Ibáñez
Frederic Martínez i Ibáñez (Barcelona, 3 o 4 d'abril de 1941) és un perit industrial i polític català.

## Biografia
Va estudiar peritatge industrial a l'ETPIB el 1966 i organització d'empreses a l'ESADE en 1970. Ha treballat a les empreses Hispano Olivetti SA (1956-1966), JASA (1966-1969), PREMO (1969-1973) i Talleres Casals SA (1973-1984), en la que fou membre del comitè d'empresa. De 1976 a 1981 fou professor de l'Escola Tècnica Professional del Ripollès.
Resident a Campdevànol des de 1974, milita a Convergència Democràtica de Catalunya (CDC). A les eleccions municipals espanyoles de 1983 fou escollit tinent d'alcalde de l'ajuntament de Campdevànol, membre del Consell Comarcal del Ripollès i diputat per la província de Girona a les eleccions al Parlament de Catalunya de 1984 i 1988 a les llistes de Convergència i Unió. Ha estat Membre de la Comissió d'Indústria, Energia, Comerç i Turisme del Parlament de Catalunya (1984-1992).